# Келихоподібні клітини
Келихоподібні клітини — епітеліальні залозисті клітини слизових оболонок тварин, які виділяють білковий компонент слизу. У людини і хребетних тварин поодинокі або численні келихоподібні клітини розташовані в поверхневому шарі багатьох слизових оболонок (травний тракт, дихальні шляхи, волога оболонка ока), у риб, амфібій та деяких безхребетних — і в епідермісі шкіри.

## Будова
Келихоподібні клітини знаходяться в одношаровому епітелії слизових оболонок. Клітини мають видовжену форму із розширенням до верхівки, чим нагадують келих. Верхня (апікальна) частина спрямована до поверхні епітелію і містить численні секреторні гранули, наповнені муцином, які підвищують схожість з келихом. У тоншій базальній частині знаходиться ядро, а вище нього — апарат Гольджі.

## Секреторна функція
Основним елементом слизу, який секретують келихоподібні клітини, є муцини — глікопротеїни з високою молекулярною масою. Гени муцинів експресуються в ядрі келихоподібної клітини постійно, а також регулюються багатьма факторами, зокрема прозапальними інтерлейкінами.[джерело?] Синтезований пептид муцину в ендоплазматичному ретикулумі підлягає N-глікозилюванню, а звідти спрямовується везикулами до апарату Гольджі, де модифікується шляхом O-глікозилювання N-ацетилгалактозаміном серинового та треонінового залишків центральних доменів білка. В апараті Гольджі додатково до N-ацетилгалактозаміну приєднуються гілочки інших моносахаридів. Зрілий білок містить 80 % вуглеводного компоненту за сухою масою. Він надходить у секреторних гранулах до верхньої частини келихоподібної клітини.
Секреторна гранула являє собою мембранну везикулу, всередині якої багато іонів кальцію та кислий pH близько 6, що дозволяє дуже щільно упакувати молекули муцину. Окремі молекули муцину тримеризуються своїми амінокінцями за участі іона кальцію, а вільні C-кінці білка з'єднуються між собою, утворюючи сітку з шестигранними комірками. Надлишок іонів водню призводить до стиснення цієї сітки шляхом складання паралельними шарами. Після вивільнення везикули відбувається розширення її вмісту в 1000 разів.
Секреція муцину можлива двома шляхами: або шляхом екзоцитозу, коли везикули зливаються з мембраною та вивільняють свій вміст у позаклітинний простір, або шляхом злиття усіх везикул в одну та вивільнення їх назовні шляхом руйнації келихоподібної клітини. При ініціації екзоцитозу активується Ca2+/K+ обмінник мембрани везикули, та іони кальцію починають викачуватися у цитоплазму.

### Регуляція секреції
Секреція муцину залежить від багатьох факторів. Для вивільнення муцину в кишці обов'язково мають працювати компоненти системи автофагії та генеруватися ендогенні вільні радикали. Ацетилхолін збільшує секрецію келихоподібних клітин у кишці різних видів ссавців, гістамін стимулює їх секрецію в товстій кишці, але не в тонкій. Різний вплив на секрецію муцинів здійснюють простагландини.

## Інші функції
Келихоподібні клітини кишки здатні до спонтанного захоплення антигенів та до антиген-презентації.

## Розвиток
У кишці келихоподібні клітини походять разом з ентерохромафінними клітинами з LGR5-позитивних стовбурових клітин. Ці стовбурові клітини дають початок проміжним стовбуровим клітинам, що швидко діляться і є попередниками диференційованих епітеліальних клітин кишки, зокрема й келихоподібних. Сформована келихоподібна клітина живе 3-7 днів.

## Поширення
Келихоподібні клітини ссавців поширені на багатьох слизових оболонках. Вони знаходяться в одношаровому епітелії серед інших епітеліальних клітин. Вони наявні впродовж усього травного тракту: в ротовій порожнині, глотці, стравоході, шлунку, тонкій й товстій кишці. Товста кишка ссавців має значно більше келихоподібних клітин аніж тонка. У шлунку секрецію слизу забезпечують в основному додаткові клітини, які відрізняються від келихоподібних морфологічно. Також келихоподібні клітини функціонують у повітроносних шляхах: в епітелії носової порожнини, в гортані, трахеї, бронхах і бронхіолах. У безхрящових бронхіолах вони є єдиними виробниками слизу. Келихоподібні клітини знаходяться в епітеліальному шарі кон'юнктиви ока, де беруть участь у формуванні зволожувального секрету.

## Особливості

### Дихальні шляхи
Келихоподібні клітини дихальних шляхів секретують муцини MUC5AC та MUC5B.

### Око
Основний муцин, який секретують келихоподібні клітини ока — MUC5AC.

### Тонка кишка
У тонкій кишці келихоподібні клітини секретують муцин MUC2, який спочатку кріпиться до апікальної мембрани клітини. Надалі спеціальна металопротеаза ентероцитів мепрін β відщеплює цей муцин від поверхні. Мепрін знаходиться на поверхні ентероцита і відокремлюється від нього при появі бактерій. Тому в тварин, яких тримають у стерильних умовах, слиз у тонкій кишці міцно тримається на поверхні клітин. Окрім муцину MUC2 гранули клітин тонкої кишки містять білки FCGBP, CLCA1, ZG16, та AGR2. Для виділення муцину келихоподібні клітини потребують секреції бікарбонату сусідніми ентероцитами.

### Товста кишка
У товстій кишці келихоподібні клітини мають власний білок-транспортер бікарбонату Бестрофін 2.

## Захворювання
Масова загибель келихоподібних клітин трапляється при кератокон'юнктивіті. Келихоподібні клітини гинуть шляхом апоптозу, викликаного цитокінами γ-інтерфероном та інтерлейкінами.
Гіперплазія келихоподібних клітин поширена при астмі та хронічному обструктивному захворюванні легень. Вона виражається у збільшенні кількості клітин, зміні їх форми, посиленні секреції муцинів.

## Секреторні клітини риб та амфібій
В епідермісі нижчих хребетних, таких як круглороті, риби та амфібії присутні секреторні клітини, які схожі на келихоподібні клітини формою, мікроструктурою, наявністю великих секреторних везикул. Вважається, що гранули келихоподібних клітин шкіри шпоркових жаб містять муцини, хоча склад їх не досліджений. Відомо, що їхній секрет містить лектин Xeel, а в самих клітинах було визначено глікопротеїн хондроїтин сульфат. У риб келихподібні клітини реагують на присутність бактерій у воді збільшенням секреції та більш активним глікозилюванням білків слизу. Передбачається, що механізми активації секреції під дією бактерій у них можуть бути подібні до таких у ссавців.